# Ambasciata d'Irlanda in Italia
L'ambasciata d'Irlanda in Italia è la missione diplomatica della Repubblica irlandese presso il Regno d'Italia prima e la Repubblica italiana poi. Ha sede a Roma, in via Giacomo Medici, al rione Trastevere, sul Gianicolo, nella storica Villa Spada dal 2012. L'ambasciata è anche accreditata in Libia e Repubblica di San Marino e funge inoltre da Rappresentanza Permanente dell'Irlanda presso le tre agenzie specializzate per l'alimentazione e l'agricoltura delle Nazioni Unite che hanno sede a Roma: FAO, WFP e IFAD.

## La sede
La Villa Spada fu acquistata dallo stato irlandese nel 1946 dall'allora proprietario, Alberto Uzielli di Firenze. Per 65 anni ha ospitato l'Ambasciata d'Irlanda presso la Santa Sede prima del suo spostamento per ospitare missione in Italia, nel 2012.

### Cronologia dei diplomatici
- Michael MacWhite (1938 - 1950) 
  - Denis Devlin (1950 - 1959) (ministro plenipotenziario)
- Dermot Waldron (settembre 1959 - gennaio 1960)
- Thomas V Commins (febbraio 1960 - maggio 1962)
- Joseph F Sheilds (luglio 1962 - novembre 1966)
- Denis McDonald (novembre 1966 -  marzo 1975)
- Sean Kennan (marzo 1975 - dicembre 1978)
- Robert McDonagh (dicembre 1978 - agosto 1983)
- Eamon Kennedy (agosto 1983 - dicembre 1986)
- Christopher Robin Fogarty (febbraio 1987 - dicembre 1991)
- Patrick O'Connor (gennaio 1992 - agosto 1995)
- Joseph Small (ottobre 1995 marzo 2002)
- Frank Cogan (marzo 2002 - agosto 2006)
- Seán Ó Huiginn (agosto 2006 - settembre 2009)
- Pat Hennessy (ottobre 2009 - agosto 2013)
- Bobby McDonagh (agosto 2013 - luglio 2017)
- Colm Ó Floinn (ottobre 2017 - dicembre 2021)
- Patricia O'Brien, da dicembre 2021

## Altre sedi diplomatiche irlandesi in Italia
L'Irlanda possiede anche un consolato onorario a Milano.